# 布雷肯里奇希爾斯 (密蘇里州)
布雷肯里奇希爾斯（英語：Breckenridge Hills）是位於美國密蘇里州聖路易斯縣的城市。

## 人口
根據2020年美國人口普查的數據，布雷肯里奇希爾斯的面積為2.07平方千米，皆為陸地。當地共有人口4458人，而人口密度為每平方千米2,154人。